# José G. Moreno de Alba
José Guadalupe Moreno de Alba (Encarnación de Díaz, Jalisco, 12 de diciembre de 1940 - Ciudad de México, 2 de agosto de 2013), conocido como José G. Moreno de Alba, fue un doctor en lingüística, filólogo, investigador y académico mexicano, experto en el estudio de la lengua española.

## Estudios y docencia
Realizó sus primeros estudios en Aguascalientes, Aguascalientes. Se trasladó a la Ciudad de México, donde ingresó en la Facultad de Filosofía y Letras de la Universidad Nacional Autónoma de México (UNAM) en donde obtuvo la licenciatura en lengua y literatura hispánicas en 1968. Realizó la maestría en lingüística hispánica en 1970 y el doctorado en la misma especialidad en 1975.
Cursó estudios de posgrado en fonología y fonética en 1967, en semántica y dialectología en 1968, en contacto de lenguas en 1969, en dialecto andaluz en 1970, en tagmémica en 1971, en transformaciones en 1972 y en lingüística contemporánea en 1975 en el Centro de Lingüística Hispánica de la UNAM. Durante 1970, en El Colegio de México estudió entonación hispánica y dialectología general.
Fue investigador emérito del Instituto de Investigaciones Filológicas de la UNAM y profesor de la Facultad de Filosofía y Letras de la misma casa de estudios. Como profesor invitado impartió cursos en dieciocho universidades en Gran Bretaña, Francia, Alemania, Canadá, Estados Unidos (singularmente del Middlebury College en cuya Escuela Española fue profesor durante más de 25 veranos) y Países Bajos. De 1969 a 1973 fue profesor de filología hispánica y de español superior en la Universidad Iberoamericana, y de 1986 a 1989 fue profesor visitante en El Colegio de México.

## Investigador y académico
El 10 de marzo de 1978 ingresó como miembro de número a la Academia Mexicana de la Lengua, donde ocupó la silla XV; fue censor de 1992 a 2000, bibliotecario de 2000 a 2003 y director de 2003 a febrero de 2011. Desde 1983 fue miembro de la Asociación Internacional de Hispanistas. Dentro de la UNAM dirigió el Centro de Enseñanza de Lenguas Extranjeras, la Facultad de Filosofía y Letras y el Centro de Enseñanza para Extranjeros. De 1991 a 1999 fue director de la Biblioteca Nacional de México. En 1996 fue nombrado secretario de la Asociación de Lingüística y Filología de América Latina (ALFAL). Fue nombrado investigador nacional emérito del Sistema Nacional de Investigadores en 2003. Fue miembro honorario de la Sociedad Mexicana de Historiografía Lingüística (SOMEHIL). Falleció, víctima de cáncer, el viernes 2 de agosto del 2013.

## Premios y distinciones
- Cátedra Gilberto Owen otorgada por el Colegio de Sinaloa en 1988.
- Gran Cruz de Alfonso X el Sabio otorgada por el Reino de España en 1999.
- Premio Universidad Nacional en investigación en humanidades otorgado por la UNAM en 2003.
- Premio Nacional de Ciencias y Artes en el área de Lingüística y Literatura otorgado por el gobierno federal de México en 2008.[6]

## Publicaciones
Esencialmente sus obras se refieren a dialectología y sintaxis. Siendo investigador a tiempo parcial de El Colegio de México fue coautor del Atlas lingüístico de México. Entre sus publicaciones se encuentran:
- Valores de las formas verbales en el español de México (1978)
- Morfología derivativa nominal en el español mexicano (1986)
- El español en América (1988)
- Minucias del lenguaje (1992)
- Estructura de la lengua española (1992)
- Diferencias léxicas entre España y América (1992)
- La pronunciación del español de México (1994)
- Nuevas minucias del lenguaje (1996)
- La prefijación del español mexicano (1996)
- El lenguaje en México (1999)
- La lengua española en México (2003)
- Estudios sobre los tiempos verbales (2003)
- Introducción al español americano (2007)
- Cercanía. (Espanhol - Ensino Fundamental 2 [Brasil]. 4 volumes) (2012)
- Notas de gramática dialectal (El Atlas lingüístico de México) (2013)